# Dubona
Dubona es una población rural de la municipalidad de Mladenovac, en el distrito de Belgrado, Serbia.

## Superficie
Posee una superficie de 23,06 kilómetros cuadrados.

## Demografía
Hasta 2011 la población era de 1009 habitantes, con una densidad de población de 43,76 habitantes por kilómetro cuadrado.